# Італійські військовополонені Другої світової війни

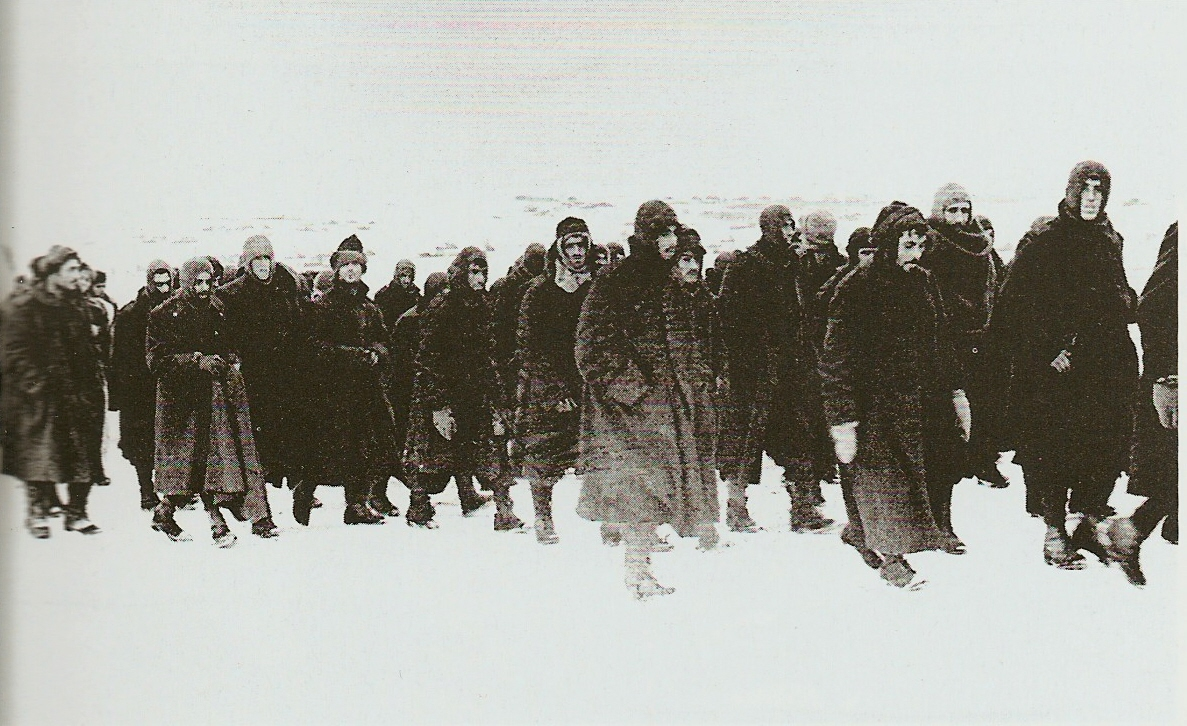
Італійські військовополонені, захоплені радянськими військами в ході Сталінградської битви. Зима 1943

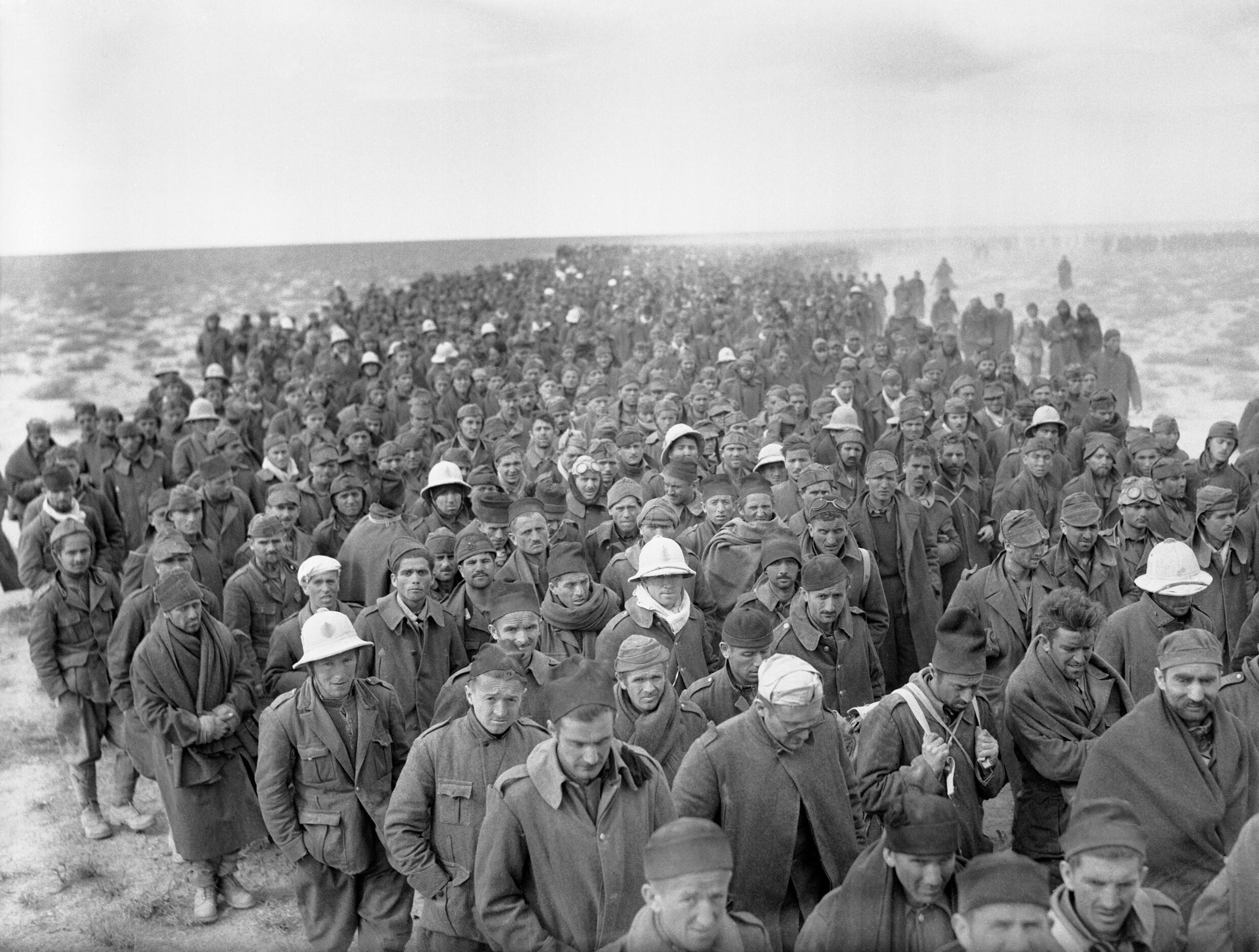
Італійські військовополонені, захоплені в полон британцями під час операції «Компас». 6 січня 1941

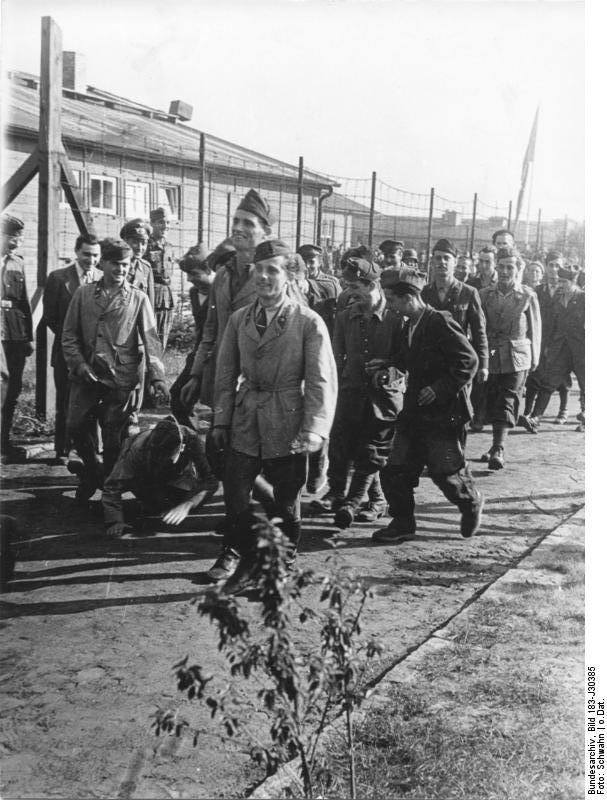
Італійські військовослужбовці, інтерновані німецькими військами у спеціалізованому таборі. 1943

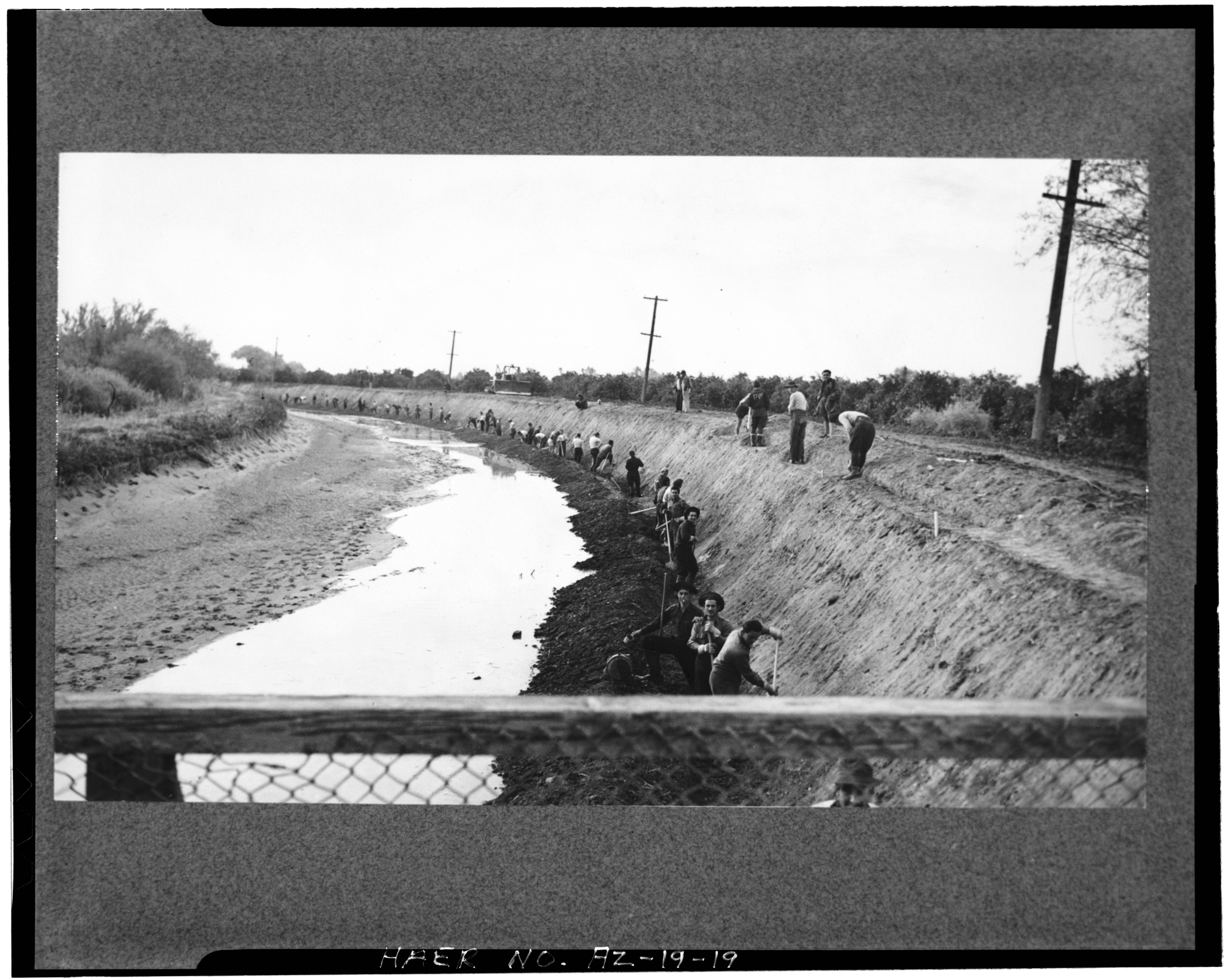
Італійські військовослужбовці під наглядом конвоїрів проводять дорожні роботи на Аризонському каналі. Грудень 1943

Італійські військовополонені Другої світової війни — категорія військовослужбовців італійських збройних сил Королівства: Королівської італійської армії, Повітряних сил, Королівського флоту і Добровільної міліції національної безпеки, що з тих чи інших обставин насильницькі або добровільно була взята в полон військами антигітлерівської коаліції з 1940 до 1943 року, а після капітуляції Італії й переходу її на бік союзників — військами Третього Рейху та його прибічниками за часи Другої світової війни.
10 червня 1940 року Королівство Італія вступило у Другу світову війну на боці країн Осі, оголосивши війну Великій Британії та Франції. 28 жовтня 1940 року Італія оголосила війну Греції, 6 квітня 1941 — Югославії. 22 червня 1941 року Італія разом з країнами Осі напала на СРСР. 11 грудня 1941 року Італія разом з Німеччиною оголосила війну США.
Італійські війська брали участь у боях на півдні Франції, в Північній Африці, в Греції і Югославії, а також на Східному фронті проти СРСР. За період з 1940 по 1943 рік під італійською окупацією перебували частини територій Франції, Югославії, Греції, а також захоплена в 1939 році Албанія.
До 1943 року, внаслідок військових невдач і кризи в тилу, Італія втратила всі свої колонії в Африці, а також Сицилію. 25 липня 1943 року фашистський лідер Італії Беніто Муссоліні був заарештований. 3 вересня 1943 року новий італійський уряд уклав перемир'я з США та Великою Британією. 8 вересня 1943 капітуляція Італії набрала чинності.

## Історія

### Перша фаза (держава Осі)

#### Східний фронт
Понад 60 000 італійських військовослужбовців були взяті в полон Червоною армією під час Другої світової війни. Майже всі вони були захоплені в ході радянської наступальної операції «Малий Сатурн» у грудні 1942 року, в результаті чого була вщент знищена італійська армія в Росії (італ. Armata Italiana in Russia (ARMIR)).
На піку своєї участі у німецько-радянській війні ARMIR нараховував близько 235 000 осіб і діяв у період з грудня 1942 по лютий 1943 року на підтримку німецьких військ у Сталінграді та на флангах від нього. У цей період загальна кількість зниклих безвісти італійських солдатів становила 84 830 осіб. За даними радянських архівів, 54 400 італійських військовополонених потрапили до радянських таборів живими; 44 315 в'язнів (понад 81 %) загинули в неволі в таборах, більшість з них — взимку 1943 року.
З 1945 по 1954 рр. репатрійовано 10 085 італійських полонених. Менш відома доля 30 430 солдатів, які загинули під час боїв та в процесі відведення їх з району битви або на маршрутах передислокації після захоплення італійських військових до таборів. Підраховано, що близько 20 000 чоловіків загинули внаслідок бойових дій і 10 000 чоловіків померли з того часу, коли вони стали в'язнями, до того часу, коли вони були зареєстровані в радянських таборах.
Російські джерела повідомляють про загибель 28 000 із 49 000 італійських військовополонених (за їх даними) у Радянському Союзі 1942—1954 роках.

#### Африка
У ході проведення кампанії на континенті війська Великої Британії та її союзники захопили в Ефіопії та Північній Африці приблизно 400 тис. італійських військових, які були відправлені в табори військовополонених по всьому світу, включаючи Австралію.

### Друга фаза (антигітлерівська коаліція)
Після капітуляції Італійського королівства союзникам, німці провели швидке роззброєння італійських солдатів й офіцерів, які незабаром постали перед вибором: продовжувати боротьбу як союзники німецької армії (або в збройних силах Італійської соціальної республіки, німецького маріонеткового режиму в Північній Італії на чолі з Беніто Муссоліні, або в італійські «добровольчі» загони в німецьких збройних силах) або, інакше, бути відправленими до таборів у Німеччині. Лише 10 % погодилися приєднатися до гітлерівців та їхніх прибічників; решта вважалися військовополоненими. Пізніше німці перейменували їх у «військових інтернованих» (щоб не визнавати права, надані військовополоненим 3-ю Женевською конвенцією), і, нарешті, восени 1944 року до кінця війни, в категорію «цивільні робітники», тому вони могли бути задіяні на каторжних працях, не маючи захисту Червоного Хреста.
Нацисти вважали італійців зрадниками, а не військовополоненими. Колишніх італійських солдатів відправляли на примусові роботи на об'єкти оборонно-промислового комплексу (35,6 %), важкої промисловості (7,1 %), гірничої промисловості (28,5 %), будівництва (5,9 %) і сільського господарства (14,3 %). Умови праці були дуже погані. Італійці були погано нагодовані чи одягнені для німецької зими. Багато хто захворів і помер.
Рівень смертності інтернованих італійських військових у 6-7 % поступався лише смертності радянських військовополонених, хоча й був значно нижчим.
Сумарно німці роззброїли та взяли в полон 1 007 000 італійських солдатів із загальної кількості приблизно 2 000 000, які фактично перебували в армії на момент капітуляції. З них 196 тис. втекли під час депортації. З решти приблизно 810 000 (з яких 58 000 було спіймано у Франції, 321 000 в Італії та 430 000 на Балканах) понад 13 000 втратили життя в процесі транспортування з грецьких островів на материк, а 94 000, включаючи майже всіх «чорносорочників», прийняли пропозицію воювати на боці німців. Це призвело до того, що приблизно 710 000 італійських військових було депортовано до німецьких таборів для полонених. До весни 1944 року близько 103 000 оголосили про свою готовність служити в Німеччині чи Італійській соціальній республіці як комбатанти чи в ролі допоміжних робітників. Таким чином, загалом від 600 000 до 650 000 солдатів відмовилися продовжувати війну разом з німцями.
Оцінки втрат варіюються від 37 000 до 50 000. Причинами смерті стали:
- жорстокість і небезпека примусової праці (10 000 загиблих);
- хвороби та недоїдання, особливо в останні місяці війни (23 тис.);
- розстріли в таборах (4600);
- бомбардування союзниками об'єктів, де вони працювали (2700);
- інші загинули на Східному фронті (5000-7000)

Наприкінці війни кілька тисяч колишніх італійських полонених опинились у руках французів, Червоної армії чи югославів і замість того, щоб бути звільненими, перебували в полоні ще деякий час після закінчення війни.

##### Транспортні судна, затоплені союзниками з італійськими військовополоненими на борту
| Дата              | Судно                    | Район     | Ким затоплено                                                       | Кількість жертв |
| ----------------- | ------------------------ | --------- | ------------------------------------------------------------------- | --------------- |
| 23 вересня 1943   | Gaetano Donizetti        | Родос     | «Екліпс»                                                            | 1 796 загиблих  |
| 27 вересня 1943   | Ardena                   | Кефалонія | підрив на міні                                                      | 779 загиблих    |
| 11 жовтня 1943    | Mario Roselli            | Корфу     | атака британської авіації                                           | 1302 загиблих   |
| 13 жовтня 1943    | Maria Amalia             | Кефалонія | підрив на міні або затоплене британським ПЧ («Трупер» або «Анрулі») | 544 загиблих    |
| 20 жовтня 1943    | Sinfra                   | Крит      | атака британської та американської авіації                          | 2 098 загиблих  |
| 19 листопада 1943 | Aghios Antonios — Kal 89 | Карпатос  | «Сокіл»                                                             | 110 загиблих    |
| 2 лютого 1944     | Leda                     | Аморгос   | атака британської авіації                                           | 780 загиблих    |
| 8 лютого 1944     | Petrella                 | Суда      | «Спортсмен»                                                         | 2 670 загиблих  |
| 12 лютого 1944    | Oria                     | Суніон    | затонуло в шторм                                                    | 4 074 загиблих  |
| 4 березня 1944    | Sifnos                   | Мілос     | атака британської авіації                                           | 70 загиблих     |
| 9 червня 1944     | Tanais                   | Крит      | «Вівід»                                                             | 213 загиблих    |

### Відомі табори інтернованих
Кладовище Ейендорф (нім. Friedhof Öjendorf) розташоване в Гамбурзі. Там перепоховано 5849 італійців із усієї північно-західної Німеччини та Рурської області: загиблі з трудових таборів, жертви концтабору Нойенгамме та його підтаборів, а також цивільні.
  Табір Фалькенбергсвег був у Нойграбені.